# 板垣信泰
板垣 信泰（いたがき のぶやす）は、戦国時代の武将。甲斐武田氏の家臣。

## 生涯
武田信玄の傅役で、『甲陽軍鑑』に拠れば武田家の「両職」を務めたという板垣信方の父とされるが、異説も存在する。『武田御日坏帳 二番』によれば、信方は天文14年（1545年）5月20日に高野山成慶院で「積翁浄善禅定門」の追善供養を行っており、これが信泰にあたるとも考えられている。
信泰は於曽郷（山梨県甲州市塩山下於曽）を本拠とし、大永3年（1523年）閏年3月4日に生母「苗庵理根禅定尼」の逆修供養を高野山引導院で行なっている。「向嶽寺文書」によれば、大永5年（1525年）2月25日、向嶽寺（甲州市塩山上於曽）明白軒に湯薬種田を寄進した。年未詳3月20日にも同じく明白軒に「御きたさま」の代理として向嶽寺開祖の抜隊得勝へ寺領を寄進している。この「御きたさま」は武田信虎正室の大井夫人を指すとする説がある。